# いただきます
いただきます（頂きます、戴きます）は、食事を始める際の日本語の挨拶である。「いただく」（「もらう」の謙譲語、または「食べる」「飲む」の謙譲語・丁寧語）から派生したもので、「ます」をつけないと挨拶として機能しない連語である。広辞苑では「出された料理を食べ始めるとき」と限定しているが、単純に食前の挨拶となっている面があるため、自分で作った料理でも言うことがある。また食事だけでなく、物をもらうときにも言うことがある。
後述するように、挨拶として広く慣習化されたのは恐らく昭和時代からであり、古くからの伝統であるかは疑問視される。

## 語誌
「いただく」という語の語源は諸説唱えられてきたものの、いまだ定説はない。この語は、元来、人間の「いただき」である頭上に載せる動作を指す普通語であったが、目上の人から物を賜る時に、それを高く掲げ、謹み（つつしみ）や感謝を表現して受け取ったことから、やがて「もらう」「買い受ける」を意味する謙譲語となっていった。食べ物を「いただく」という場合、改まった式の日の食事で、神の前か貴人の前で、同時に同じものを食するときに言ったもので、もともとは食物を頭か額にまで掲げていたと考えられる。中世に位階が細かくなると、人と会えばどちらかが目上であるということになり、また、相手を目上と思って尊ぶことを礼儀とするようになってからは、「いただく」機会は激増し、この謙譲用法は確立されていった。「食う・飲む」の謙譲語としての「いただく」は、室町末以後に成立した狂言に使用例がみられる。したがって本来は、飲食物を与えてくれる人、または神に対しての感謝の念が込められていたと考えられる。
「いただきます」と「食べる」の語源の類似性が指摘されることがある。これは、神仏・貴人からいただく、すなわち「たまふ（給う）」という謙譲語から「たぶ」という古語が生まれ、これが変化して「食べる」の語源となったという説である。
食事前の挨拶以外の挨拶語としての「いただきます」は、食事前の挨拶としては「いただきます」を使用していなかった尼門跡で、正月行事の源氏かるたで札を取る時に「いただきます」という挨拶を行っていた記録が残っている。

## 挨拶の背景にある感謝
「いただきます」という言葉が謙譲語であるため、この挨拶の背景にはしばしば感謝の心があると指摘される。
上記の語源の通り、もっとも直接的な感謝としては、食事の提供者や農業・労働・調理にかかわった人への感謝があげられる。現在も、調理や労働に携わった者、家族に向けて行われることが少なくない。
また、宗教的には神人共食の考え方が根底にあり、「いただきます」は神への感謝とする説が、民俗学等で唱えられている。ただし、この宗教的な考え方は現在では薄まり、現在は食事の作法として「いただきます」の挨拶が残っているとする。
これらの人や神への感謝に加えて、命を支える食物や、その食べ物を生み出す天地の恵み、それらを含めた関わったもの一切によって、我々が生かされていることへの感謝もまた、しばしば取り上げられる。

### 食材となった命への感謝説
1990年代以降の文献では、こういった様々な感謝の対象の中でも、食事になることで犠牲になった食材の命に対する感謝を取り上げる文献が多くみられる。2001年には既にこの考え方は米国の文献にも登場している。
2004年のArran Stibbeによれば、福岡で行われた授業での、お年寄りから話を聞いて「なぜ『いただきます』と言うのか」を生徒に作文させるという課題では、この「犠牲になった食物への感謝」を祖母から聞いたという生徒が見られた。また、2005年の金澤聡でもこの説は祖父母や両親から食卓で教わるものとしている。
1990年代の文献では、ひろさちやや仏教保育では、「いただきます」で終わる御仏に感謝する食前のことばを食前に唱え、その食前のことばの意味に「食物の命への感謝」が込められているとする。2010年の大河内大博は、「犠牲になった食物への感謝」という考え方と、仏教の『出曜経』との関係性を指摘している。2018年のKalinga Seneviratneによれば、この感謝の哲学は日本最大の宗派である浄土真宗の信仰に由来する。
さらに、2000年代以降は、この「犠牲になった食物への感謝」、「（食べ物に対して）あなたの命を『いただきます』」ということこそが「いただきます」の語源であるとする説も見られる。2005年秋にはTBSラジオ「永六輔その新世界」にて「いただきます」が話題になり、2006年の毎日新聞の記事で永六輔は命をいただくことが「いただきます」であるという考えを述べているが、2006年の福井県立若狭図書学習センターの調べではこの根拠は見つからなかった。
宗教学の観点から、1998年の関口和男は、以下のような分析を行っている: かつて米などの食用植物を作るには多大な労力が必要だったために、食物を大切にし、食事において「いただきます」「ごちそうさま」の挨拶を行っていた。しかし現在では機械化や集約農法により労力は大幅に減り、食物の無駄も増えている。それでも食べ物を粗末にすることへの抵抗感や「いただきます」「ごちそうさま」の挨拶が残っているのは、単純に前時代の習俗の名残や儒教の影響というだけでない。これは、自然を技術の投下対象として見る近代の考え方ではなく、人間と同等の生命体とみなすというアニミズム・原始的心性の聖性の考え方である。この考え方は自然保護のテーゼにも通じるものがある。
教育では、2000年の鈴木真由子らが学校教育への展開を考慮している他、2005年の真鍋公士や2006年の弘中邦典らによって、「いただきます」の意味を考えさせ、「犠牲になった食物への感謝」を気づかせる教育が行なわれている。2008年には、農業から調理、摂食までを通じて体験させることで、食材の命を認識でき、命を「いただきます」と唱えることができるようになるという報告もある。また、食育においても「いただきます」について食と命の関係について取り上げられることがあるが、2011年の中村恵子らによる東北6県の食育推進計画の調査によれば、この時点ではこの取り組みが行なわれていたのは東北6県のうち山形県のみであった。2013年の農林水産省の食文化学習ツールでは、「いただきます」は「いのち・知恵・労働・周りの人・自然」と様々なものに感謝しているとする。
食材への感謝心をもつことで、箸の使い方が良くなる、好き嫌いが減るとする文献があり、また食材への感謝心により残菜が少なくなったという報告がある。また、「いただきます」・「ごちそうさま」という挨拶と食事への感謝心が、学童の朝食摂食につながるとする研究もある。
2012年の川嶋かほるの統計によれば、「いただきます」「ごちそうさま」の挨拶を行っていた79.8%の人のうち、「食事を作ってくれた人」に対して行っていたのは57.5%、「食べ物そのもの」に対して行っていたのは24.8%だった。

## 挨拶の形式と効果
食前の挨拶として「いただきます」を行う場合はしばしば合掌とお辞儀を伴い、神社仏閣での祈りの動作との類似性が指摘されている。また、特に幼稚園・保育園や小学校においては、集団の全員が着席してから「いただきます」を行い、同時に食べ始める。対照的に、幼稚園・保育園では、食べ終わりや「ごちそうさま」までは必ずしも集団が同時に行うことを求められない。学校教育においては、しばしば以下のような定型句として斉唱される。
保育施設においては、挨拶をすることで、「いただきます」・「ごちそうさま」という言葉が食事の始まり・終わりという区切りとなり、落ち着いて食事できる環境が実現するという。

## 歴史
食前の挨拶「いただきます」の発声がいつ頃始まったか関しては定かでない。1983年から始められた国立民族学博物館の共同研究「現代日本における家庭と食卓 ── 銘々膳からチャブ台へ ── 」では、当時70歳以上（1913年前後以前の生まれ）の計284人（女性259人、男性25人）にアンケートを行っており、貴重な証言を得ている。これによれば、対象者らが若かったころ、箱膳で食していた時代には、「いただきます」は決して一般的とは言い難いものであった。ほとんどの家庭において食前に神仏へのお供えがあった一方で、食前の挨拶はないことが非常に多く、またあったとしても様々な挨拶の言葉が存在した。それがやがて必ず言うようなものとなり、その文句（「いただきます」に限らない）も統一されてきたのは、軍国主義化していった時代ごろからのしつけや教育によるものであると推測されている。民俗学者の柳田國男も1946年の著書のなかで「いただきます」が近頃普及したものだと言及している。
比較的古い文献に食前の挨拶として現れる例を挙げる。
- 1934年 「御飯はいただきますで始め、ごちそうさまで終わりましょう。」[25]
- 1937年 「（前略） お膳の前へ坐ると、頂きますとお辞儀をするし、お終いになると、御馳走さまといったり （後略）」[54]
- 1939年 「そして、その一味の婆さんが一緒に弁当をたべるとき、きっと私に向っていただきます、とあいさつをしたという世にも滑稽な話。」[55]

Jタウンネットが2015年に実施したネット上のアンケートによれば、食前に「いただきます」と言うと回答した人は合計して9割を超えている。

## 日本語以外の食前の挨拶
食前の挨拶としては、例えば Bon appétit!（仏、英）, Buon appetito! （伊）, Guten Appetit! （独）（いずれも直訳は「良い食欲を」）、Eet smakelijk!（蘭、「おいしく召し上がれ」の意） などがある。これらは、本来的にはこれから食べようとする相手へかける言葉であり、「いただきます」とはやや性格を異にする。日本語だと「召し上がれ」に近く、たとえばレストランなどでは給仕が客にこのように声をかけることがある。あるいは同じテーブルに着いた人々が「お先に召し上がれ」の意で互いに声をかけあったり、同グループで隣のテーブルに先に料理が運ばれてきた際に用いることはある。

### 「いただきます」の独自性と、共通性
しばしば、「いただきます」という挨拶は、（意味内容や、一語だという点で）「日本語独自のものである」と言われる。
英語には（一語で）「いただきます」に直接的に対応する言葉はなく、（近年の）アメリカの中学生を対象とした挨拶の調査では、食事の挨拶に特に定型句はないということであった。（たしかに「いただきます」のような一語の言い方で相当するものは、ほぼ無いが）だが、あえて言えば、類似の習慣としては、クリスチャン（キリスト教徒）が食事の前（後）に、手を組んで神ヤーウェに対して直接的に、まるで親しい人と会話をするように、（目を閉じて、声を出して、あるいはしばしば声を出さずに心の内の自身の声で）感謝の気持ちを伝えるための、いくつかの文から成る挨拶の文章、がそれに相当する。（第三者が「（クリスチャンの）食前の祈り　blessing」と呼んでいる行為の時に、クリスチャンが（おおむね定型的に）心の内でヤーウェに対して語りかけている文章全体が、日本語の「いただきます」という短い言葉に相当する。）  　→#キリスト教　

（このように、クリスチャンに限れば おおむね相当する習慣があることになる。しかし、かつては欧米の人々のほとんどがクリスチャンであって食事のたびに感謝の文章を述べていた（内心で言っていた）が、近年では欧米において増加している非クリスチャンや世俗化したクリスチャンなどには「いただきます」に相当する習慣がほぼ無いと言ってもいい、という状況となっている）
中国語においては「いただきます」や「ご馳走さま」に直接的に対応する言葉はない。それらを直訳すると「我开动了」「承蒙款待」となるが、会話としては不自然となる場合がほとんどである。しかし、例えば日本のドラマを中国語に翻訳する際に、一人で食事をしている人の「いただきます」などをこのように直訳しても、違和感はない。また中国内に居住する少数民族のミャオ族とプイ族への調査によれば、食事前後の挨拶はなかった。
ブラジルにおいては「いただきます」に相当する言葉（一語）はないが、「Vamos comer（さぁ、食べよう）」という言葉とともに食事を開始する習慣がある。ブラジルの日系人はかつては「いただきます」を言う習慣があったが、世代の更新と混血により日本語を話すことが少なくなり、「いただきます」も行われることがなくなりつつある。
セブアノ語（ビサヤ語）ではManga-on na ta!が対応するという研究がある。
また、ベトナムでのフィールドワークにおいて、各人が食前に家の人・周囲の友人に「戴きます」と一言述べてから食事を始めるという報告がある。

### 食前の祈り

#### キリスト教
「いただきます」「ごちそうさま」という挨拶は、（広辞苑でも指摘されているように）キリスト教徒の食前・食後の祈り（blessing）の習慣との類似性が指摘されることがある。また、どちらも感謝の気持ちの表明をしている、という共通性が指摘された上で、その表明のしかたの違いを分析しつつ対比されたりする。食前・食後の祈りは、声に出して祈ることも、声に出さずに祈ることもある。
（クリスチャンが食前にヤーウェに対して言う文章が具体的にどのようなものかということを、非クリスチャンの人々は全く知らないであろうし、その具体的な文章を知らないと なぜ類似の習慣だと言えるのか全く理解できないであろうから、それを下に解説する）
キリスト教の中の教派ごとに、微妙に定型的な言い回しが異なっていることもあるし、ある教派の人のためにも、ひとつの定型文しかないわけではなく、いくつか定型文が用意されていることが多い。一例（あくまで一例）としてカトリックの修道院での例を挙げてみると以下のようになる。
定型文の例 1
父よ（※）、あなたのいつくしみに感謝して、この食事をいただきます。
ここに用意されたものを祝福し、
わたしたちの心とからだを支える糧としてください。
わたしたちの主、イエス・キリストによって。アーメン。
 

定型文の例 2
父よ（神よ）、わたしたちを祝福し、
あなたへの仕事を続けるために、この食事を祝福してください。
わたしたちの主、イエス・キリストによって。アーメン。
※　クリスチャンはヤーウェ、つまり天地や生命を創造し、その後もありとあらゆる生命のことを愛し、生かしてくれている、と考えられている存在のことを大抵、（あえて）「父」と呼ぶ。これはイエスの弟子たちが、先生であるイエスに対して どのように祈ったらいいのか、その祈りかた（ヤーウェとの対話のしかた）を尋ねた時に、イエスがまるで親しい父親に対して呼びかけるようにすることを教えたからである。イエスが直弟子たちに対して教えたヤーウェへの祈りの言葉・文章（の例）を、「主の祈り」と言う。「主の祈り」の中でも、「日々の糧」に対する言及がある。
クリスチャンは、定型文をふまえて、それに沿った形にしたうえで、その日にしなければならないことや、その時々の状況に応じて、途中の言い回しを変化させている。いずれにせよ、実際に目の前にヤーウェがいるかのように、まるでそのヤーウェに語りかけるように、内心の声で話している。
プロテスタントでは、食前の祈りで、もっと長い文章でヤーウェに呼びかける（語りかける）ことも多い。
食前・食後の祈りは、ひとりで食事をする時は大抵 内心の声で言い、複数名が食卓をともにする時は、誰かが代表して（たとえば家庭であれば父親や母親や祖父母など指導的立場にある人が、あるいは平等に持ち回り式でその日に声に出して言う人を決めて）声に出して言い　他の人々は内心の声でその文章をなぞる、ということが行われる。
日本の宗教では祈る時に「合掌」し、「いただきます」でも「合掌」するが、キリスト教では祈る時に「手を組む」ので、食前・食後の祈りでもやはり手を組んで（大抵、目をかるく閉じて）言う。

#### アイヌ語
1901年のジョン・バチェラーによれは、アイヌも食前の祈りを行うことがある。常に行うわけではないが、家長が食事に当たり神の善美を記憶中に喚起して「我らを養う神よ、この食物の為に汝に感謝す、我が肉体の為にこれを祝せよ」という旨を唱え、感謝するという。